# Hyväjärvi
Hyväjärvi är en sjö i Finland. Den ligger i kommunen Suomussalmi i landskapet Kajanaland, i den nordöstra delen av landet, 600 km norr om huvudstaden Helsingfors. Hyväjärvi ligger 254,4 meter över havet. Den är 6,5 meter djup. Arean är 81,3 hektar och strandlinjen är 5,79 kilometer lång. Sjön  ingår i Uleälvens huvudavrinningsområde. 